# Stellan Egeland
Stellan Egeland, född 5 november 1973, är en svensk-finländsk motorcykelbyggare och politiker på Åland.
Hans andra motorcykelbygge Esox Lucius kom tvåa i EM och trea i VM i motorcykelbygge. Året efter vann han VM i Sturgis Motorcycle Rally med sin Hulster 8 Valve som var inspirerad av trettiotalets jordbaneracers och hade bland annat hembyggda fyrventilstoppar. 2009 placerade han sig tvåa i EM och fyra i VM med sin navstyrda Harrier som är en futuristisk custom som även provats ut på bana ihop med Öhlins och ISR som utvecklat navstyrningen. 
Egeland har drivit företaget SE Service, som byggde custommotorcyklar, och bloggen Vardagsmighty.
Egeland flyttade senare till Åland i Finland och blev 2019 invald i Ålands lagting för Obunden samling, omvald 2023.